# Стонаржов
Стонаржов (чеш. Stonařov); [ˈstonar̝of]); историч. Штаннерн (нем. Stannern) — местечко, расположенное на юге центральной части Чехии, в районе Йиглава края Высочина. Население на 1 января 2023 года составляет 1119 человек.

## Административное деление
В состав Стонаржова входит также деревня Соколичко.

## География
Стонаржов расположен примерно в 13 километрах к югу от Йиглавы. Он расположен на Кржижановском нагорье. Самая высокая точка находится на высоте 666 м над уровнем моря. Через торговый город протекает река Йиглавка. Район богат небольшими прудами. Пруд Долни Ярошув расположен внутри застроенной территории.

## История
Первое письменное упоминание о Стонаржове относится к 1347 году. Вероятно поселение было основано в начале 13 века. В 1367 году он получил статус местечка.
В 1712–1722 годах в городе проходили крестьянские восстания, которые были подавлены. Через Стонаржов проходила главная торговая и почтовая дорога между Прагой и Веной, построенная в 1750 году. 22 мая 1808 года в городе упал метеорит Штаннерн.
Основными источниками дохода города были сельское хозяйство и мелкое текстильное производство, в конце 19 века здесь были построены две текстильные мануфактуры. Муниципалитет пострадал от крупных пожаров в 1900 и 1901 годах. До Первой мировой войны город и близлежащие горы были известным в Австро-Венгрии туристическим объектом. Немецкоязычные жители были изгнаны после окончания Второй мировой войны.

## Население
| Год  | Численность | Численность |
| ---- | ----------- | ----------- |
| 1869 | 1856        | [ 3 ]       |
| 1880 | 1878        | [ 3 ]       |
| 1890 | 1725        | [ 3 ]       |
| 1900 | 1505        | [ 3 ]       |
| 1910 | 1451        | [ 3 ]       |
| 1921 | 1371        | [ 3 ]       |
| 1930 | 1318        | [ 3 ]       |
| 1950 | 1014        | [ 3 ]       |
| 1961 | 1115        | [ 3 ]       |
| 1970 | 1011        | [ 3 ]       |
| 1980 | 993         | [ 3 ]       |
| 1991 | 926         | [ 3 ]       |
| 2001 | 926         | [ 3 ]       |
| 2014 | 1062        | [ 4 ]       |
| 2016 | 1078        | [ 5 ]       |
| 2017 | 1072        | [ 6 ]       |
| 2018 | 1075        | [ 7 ]       |
| 2019 | 1090        | [ 8 ]       |
| 2020 | 1098        | [ 9 ]       |
| 2021 | 1096        | [ 10 ]      |
| 2022 | 1096        | [ 11 ]      |
| 2023 | 1119        | [ 12 ]      |
| 2024 | 1104        | [ 13 ]      |
| 2025 | 1085        | [ 14 ]      |

Источник: Переписи населения

## Транспорт
Через Стонаржов проходит дорога I/38 (часть европейского маршрута E59) от Йиглавы до Зноймо.

## Достопримечательности
Главной достопримечательностью Стонаржова является костел Святого Вацлава. Он имеет готическое ядро 13 века. Первоначальная церковь была перестроена в стиле ренессанс в 1591 году. Неф позже был перестроен в стиле барокко, но башня осталась ренессансной. Часть церкви представляет собой уникальный романский склеп середины 13 века.

## Упоминания в культуре
1 июня 2007 года имя города было присвоено астероиду 61208 Стонаржов.

## Известные уроженцы
- Артур Зейсс-Инкварт (1892–1946), австрийский нацистский политик.